# Lourdes López Castro
Lourdes López Castro (Monterrey, 1967) es una actriz, escritora y productora de cine y teatro mexicana. Fue guionista y productora de la película Entre caníbales (2007)

## Biografía
Se formó en diseño gráfico y arte dramático en su ciudad natal y en 1992 se trasladó a la Ciudad de México para estudiar perfeccionamiento actoral en el Núcleo de Estudios Teatrales (NET).
Permaneció nueve años en la capital del país trabajando como actriz y asistente de dirección en obras de teatro en la Universidad Nacional Autónoma de México y la Universidad Autónoma Metropolitana  Xochimilco. En el 2000 viajó a Los Ángeles para estudiar en la UCLA un posgrado en producción de cine y televisión y otro en guion cinematográfico. De manera paralela trabaja como floor manager y escritora para el canal 52 de Telemundo y en 2005 fue becaria del Centro de Escritores de Nuevo León, y en el 2021 fue nombrada coordinadora del Centro de Escritores Cinematográficos de Nuevo León.

## Trayectoria

### Actuación
Bienvenido-Welcome, largometraje de Gabriel Retes (1994)
Cuartos milagro, obra de Teatro de Alejandro Ainslie (1994)
Into the liquid box, largometraje de Gabriela Retes (1998)
Los colores del principio, mediometraje de Rodrigo González (2002)
La hoguera donde arte una, cortometraje de Rodrigo González (2003)

### Guionista
Entre caníbales, de Rodrigo González (2007)

### Productora
Entre caníbales, de Rodrigo González (2007)
Teleserie American Family, de Gregory Nava, PBS (2002) Asistente del productor
La Hoguera donde arde una (2003)

### Productora de teatro
Las metamorfosis de Antonia, de Vidal Medina, 2024

## Premios y reconocimientos
- Productora de Entre caníbales, primera película realizada con el estímulo fiscal EFICINE, artículo 189 de la Ley del ISR.[1][2]